# Környezeti technológia
A környezeti technológiák olyan technológiák, melyek a környezeti tudomány, a zöld kémia vagy éppen a környezeti hatásvizsgálat alkalmazásával kívánják megfigyelni modellezni és konzerválni a természeti környezetet. A kifejezést a fenntartható energiatermelés eszközeire, mint a szélturbina, naperőmű vagy éppen biomasszával működő eszközökre is alkalmazzák.

## Példák
- Biofilter
- Bioreaktor
- Bioszféra technológia
- Sótalanítás
- Energia konzerválás
- Elektromos jármű
- Hullám energia
- Zöld számítás
- Hidroelektronika
- Szélerőmű
- Szélturbina
- Hidrogéncella
- Napenergia
- Komposztálás

### Megújuló energia
A megújuló energiaforrás olyan energiaforrások, melyek könnyen újratermelődnek, ellentétben a fosszilis tüzelőanyagokkal, melyek hosszú idő alatt alakultak ki és használatuk sebessége jelentős mértékben gyorsabb mint újratermelődésüké. Általában a természetes alapú energiák, mint a nap- szél vagy éppen növényi eredetű biomassza számítanak a megújuló energiaforrások közé.

### Víztisztítás
A természetben keresztülhaladó víz tisztaságára kíván ügyelni eme eljárás, ami az emberiség egyre növekvő vízfelhasználásával egyre fontosabbá válik. A növekvő vízszennyezés miatt is folyamatosan növekszik az ilyen típusú technológiák jelentősége.

### Levegőtisztítás
Számos beltéren nevelt zöld növény képes a levegő tisztábban tartására, mert minden fotoszintetizáló növény köt meg szén-dioxidot.

### Energia konzerválás
A magasabb energiahatékonyságú gépek használata segíthet csökkenteni a felhasznált energiát, így a szükséges fosszilis tüzelőanyagok és az ily módon légkörbe kerülő üvegházhatású gázok mennyiségét.

## Alternatív és tiszta energia
A tudomány folytatja kutatásait, hogy a jelenlegi energiatermelési gyakorlatok helyett fenntartható és tiszta energiaforrásokat találjon. Az üvegházhatású gázok kibocsátásának csökkentése csak az ipari méretekben is alkalmazott energiahatékony technológiák és a tisztább energiatermelés kombinálásával lehetséges. Az elektromotorok hatékonyságának emelése szintén sokat segíthet a célok elérésében. A környezeti technológiák legfontosabb expója az Egyesült Államokban tartott Greasestock.